# Anenii Noi (distrikt)
Anenii Noi ( moldaviska: АнеНий-Ной, Raionul Anenii Noi, ryska: Новоаненский район) är ett distrikt i Moldavien. Det ligger i den sydöstra delen av landet. Antalet invånare är 80 787. Arean är 892 kvadratkilometer.
Terrängen i Anenii Noi är varierad.
Följande samhällen finns i Anenii Noi:
- Anenii Noi
- Varnița